# Tłuszcze jadalne
Tłuszcze jadalne – tłuszcze, które może spożywać człowiek. Stanowią ważny, wysokoenergetyczny składnik diety. 
Z chemicznego punktu widzenia głównym składnikiem tłuszczów jadalnych są estry kwasów tłuszczowych i glicerolu. Oprócz tego tłuszcze jadalne zawierają zwykle wiele dodatkowych substancji takich jak woda, sól, emulgatory, wypełniacze, związki chemiczne nadające charakterystyczny zapach, smak i barwę, białka i fragmenty tkanek roślinnych i zwierzęcych.

## Podział
Klasyfikacja tłuszczów jadalnych ze względu na pochodzenie: 
- tłuszcze zwierzęce,
- tłuszcze roślinne,
- mieszane,
- modyfikowane chemicznie.

Ze względu na stan skupienia w temperaturze pokojowej:
- stałe,
- płynne,
- półpłynne.

Większość tłuszczów roślinnych to tłuszcze płynne, tłuszcze zwierzęce są najczęściej tłuszczami stałymi. Tłuszcze modyfikowane chemicznie i mieszane mogą mieć niemal każdą, dowolną konsystencję.
W tłuszczach roślinnych zawarte są nienasycone kwasy tłuszczowe, zawierające przynajmniej jedno wiązanie podwójne pomiędzy atomami węgla.
Klasyfikacja tłuszczów roślinnych:
- oleje roślinne w postaci płynnej (np. olej słonecznikowy, olej rzepakowy, oliwa) lub stałej (np. masło kokosowe); w handlu dostępne są również mieszanki roślinnych olejów jadalnych z przewagą oleju rzepakowego jako najtańszego, występujące pod różnymi nazwami handlowymi (np. „olej uniwersalny”, „olej stołeczny” i inne).
- margaryna - chemicznie utwardzone oleje roślinne

Rodzaje tłuszczów zwierzęcych:
- smalec wytapiany ze słoniny
- łój - odmiana tłuszczu otrzymywanego z bydła i owiec
- masło otrzymywane z mleka
- tran - jedyny płynny olej jadalny pochodzenia zwierzęcego (otrzymywany z niektórych ryb i ssaków morskich)

Tłuszcze mieszane stanowią kombinację olejów roślinnych, zestalonych roślinnych i zwierzęcych, oraz tłuszcze roślinne modyfikowane chemicznie. Skład i konsystencja tłuszczów mieszanych są zwykle dobierane do określonego zastosowania. Mieszanki do smarowania pieczywa są zwykle bardziej plastyczne od twardszych mieszanek służących do wypieków i smażenia.

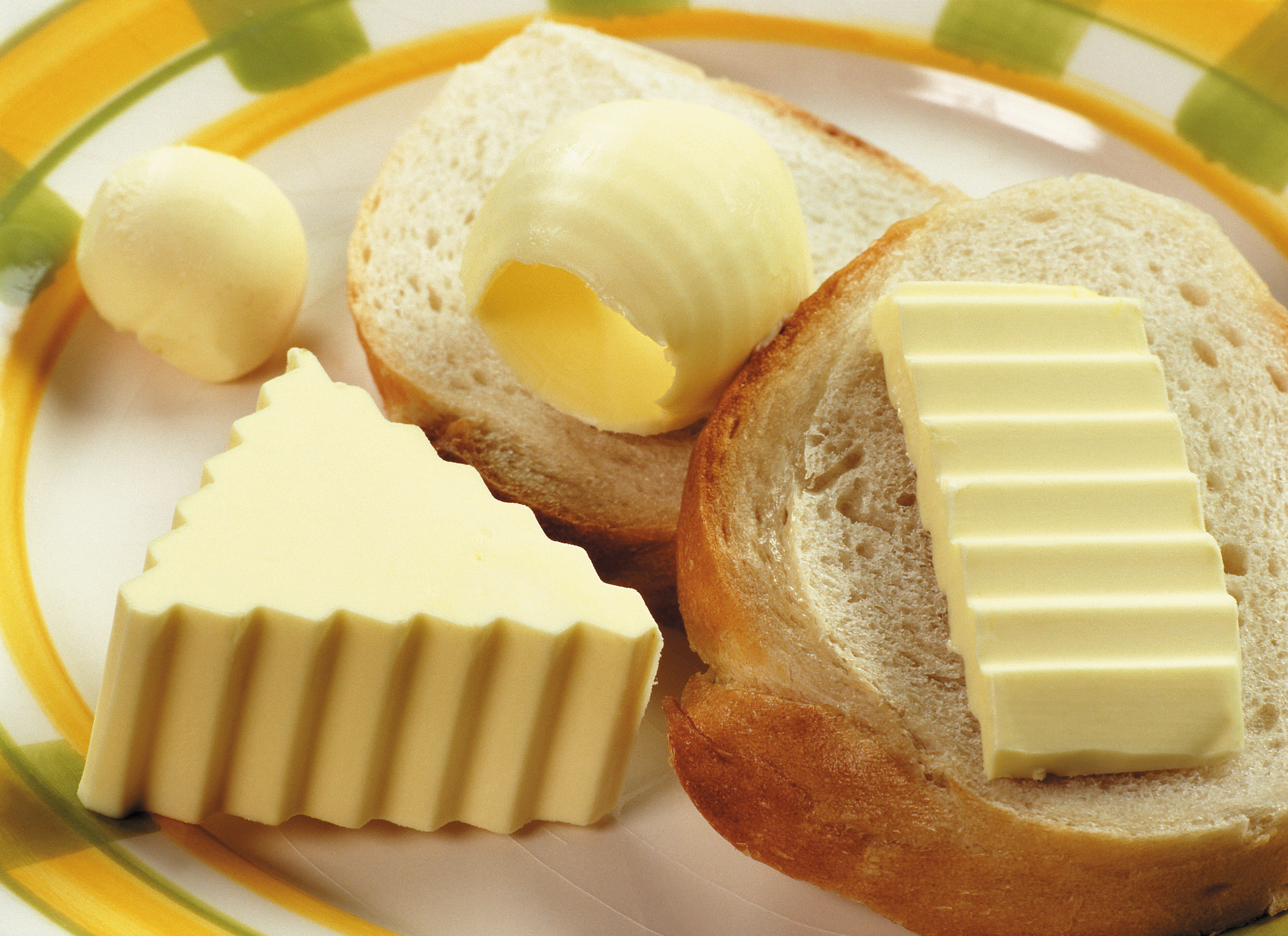
Masło
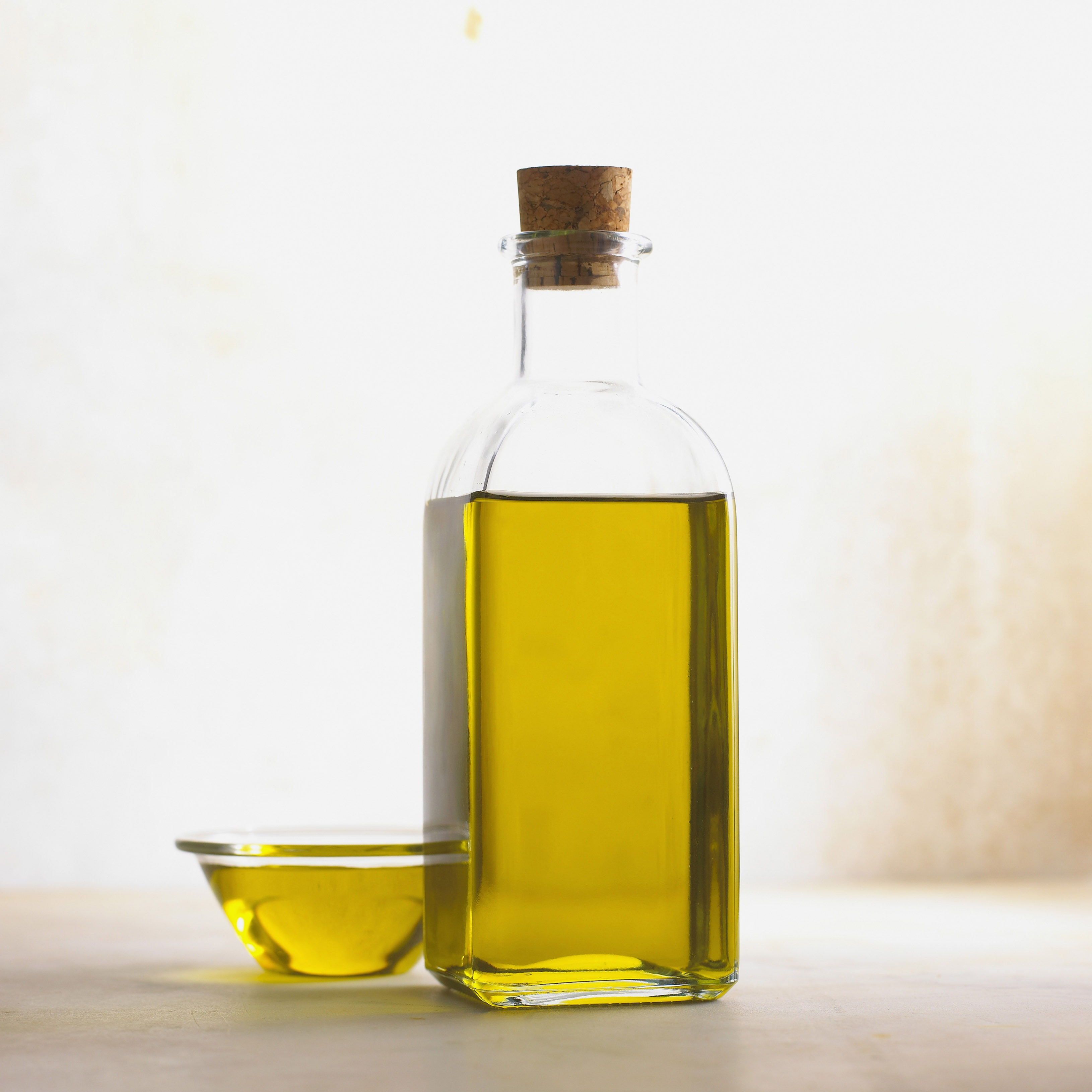
Oliwa
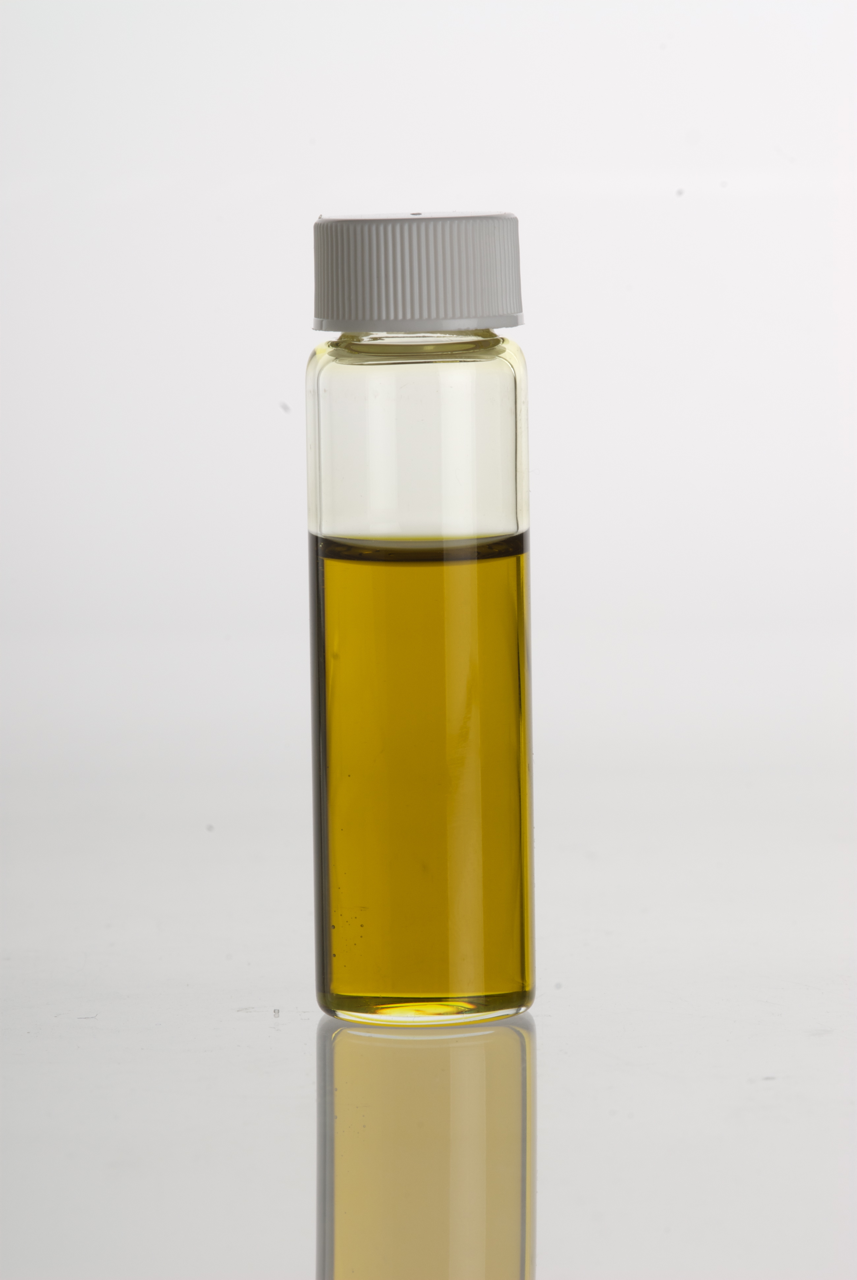
Olej z awokado
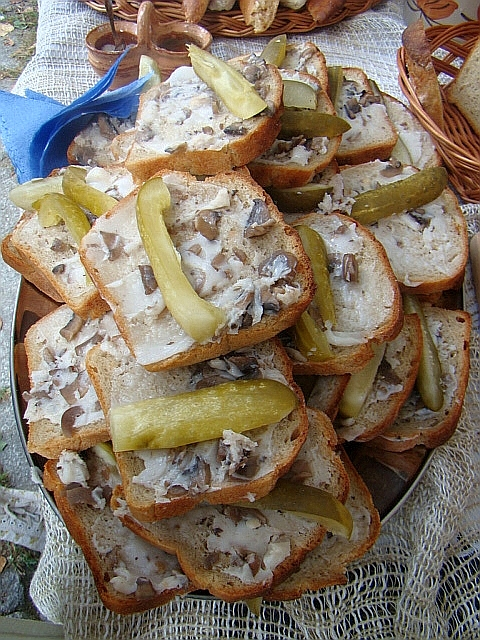
Smalec

## Wpływ na zdrowie
Chociaż proces powstawania miażdżycy nie jest do końca poznany i wiadomo, że nie zależy wyłącznie od diety, to za niekorzystne dla zdrowia uważa się spożywanie dużych ilości nasyconych kwasów tłuszczowych. Masło składa się z nich w około 50% natomiast margaryny w około 20%.
Uznawane za korzystne kwasy nienasycone (jedno- i wielo-) stanowią masło w około 23%, natomiast margaryny w zależności od ich twardości. Margaryny twarde w około 33% składają się z kwasów nienasyconych, natomiast miękkie w około 52%. Oliwa zawiera 77% tłuszczów jednonienasyconych i jest to wyjątkowo wysoka wartość w porównaniu z innymi tłuszczami roślinnymi.
Negatywne zmiany w funkcjonowaniu ścian komórek, poprzez zwiększanie ilości cholesterolu i trójglicerdydów we krwi, co może wiązać się z powstawaniem chorób układu sercowo-naczyniowego, wywołują izomery trans. W margarynach twardych jest ich około 20%, natomiast w maśle i margarynach miękkich — kilka procent. Wynika to z tego, iż izomery trans są efektem ubocznym utwardzania tłuszczów roślinnych. Można utwardzać tłuszcze enzymatycznie i wówczas izomery trans nie powstają, jednak ten proces produkcyjny jest trzykrotnie droższy. O ilości izomerów trans producent może informować na etykiecie margaryny.
Niezbędne do powstania i utrzymania stałej konsystencji margaryny są emulgatory. Są to substancje sztuczne lub naturalna lecytyna sojowa. Margaryny zawierają także konserwanty takie jak benzoesan sodowy oraz przeciwutleniacze, dzięki czemu możliwy jest znacząco większy okres ich przechowywania niż w przypadku masła.
Ze względów żywieniowych ważna jest także ilość witamin w spożywanym tłuszczu. Witaminy A oraz D występują w produktach mleczarskich w sposób naturalny, do margaryn muszą być dodawane. Witamina E występuje natomiast głównie w tłuszczach roślinnych. 

## Oznakowanie żywności zawierającej tłuszcze utwardzone
Zgodnie z rozporządzeniem Parlamentu Europejskiego i Rady UE z 25 października 2011 od 13 grudnia 2016 włącznie producenci żywności będą mieli obowiązek podawania informacji na temat zabiegów przeprowadzonych na tłuszczach w następujący sposób: oznaczeniu oleju lub tłuszczu (pochodzenia roślinnego lub zwierzęcego) będzie musiało towarzyszyć określenie „całkowicie uwodorniony/utwardzony” lub „częściowo uwodorniony/utwardzony”. Do 12 grudnia 2016 włącznie informacje te są przekazywane na zasadzie dobrowolności. Środki spożywcze wprowadzone na rynek lub opatrzone etykietą przed 13 grudnia 2016, które nie spełniają wyżej określonego wymogu, będą mogły pozostawać w obrocie do czasu wyczerpania zapasów tych środków.